# Chiromantis rufescens
Espèce
Synonymes
- Polypedates rufescens Günther, 1869 "1868"
- Chiromantis guineensis Buchholz & Peters in Peters, 1875

Statut de conservation UICN

 LC  : Préoccupation mineure
Chiromantis rufescens est une espèce d'amphibiens de la famille des Rhacophoridae.

## Répartition
Cette espèce se rencontre  au Liberia, au Cameroun, en Côte d'Ivoire, au Gabon, au Ghana, en Guinée, en Guinée équatoriale, au Nigeria, en Ouganda, en République centrafricaine, en République démocratique du Congo, en République du Congo et en Sierra Leone.

## Description
Chiromantis rufescens mesure de 44 à 49 mm pour les mâles et de 51 à 60 mm pour les femelles. Son dos est gris ou gris-verdâtre avec parfois des marbrures sombres. Son ventre et sa gorge sont blancs. La face interne de ses membres sont vert bleuté.

## Reproduction

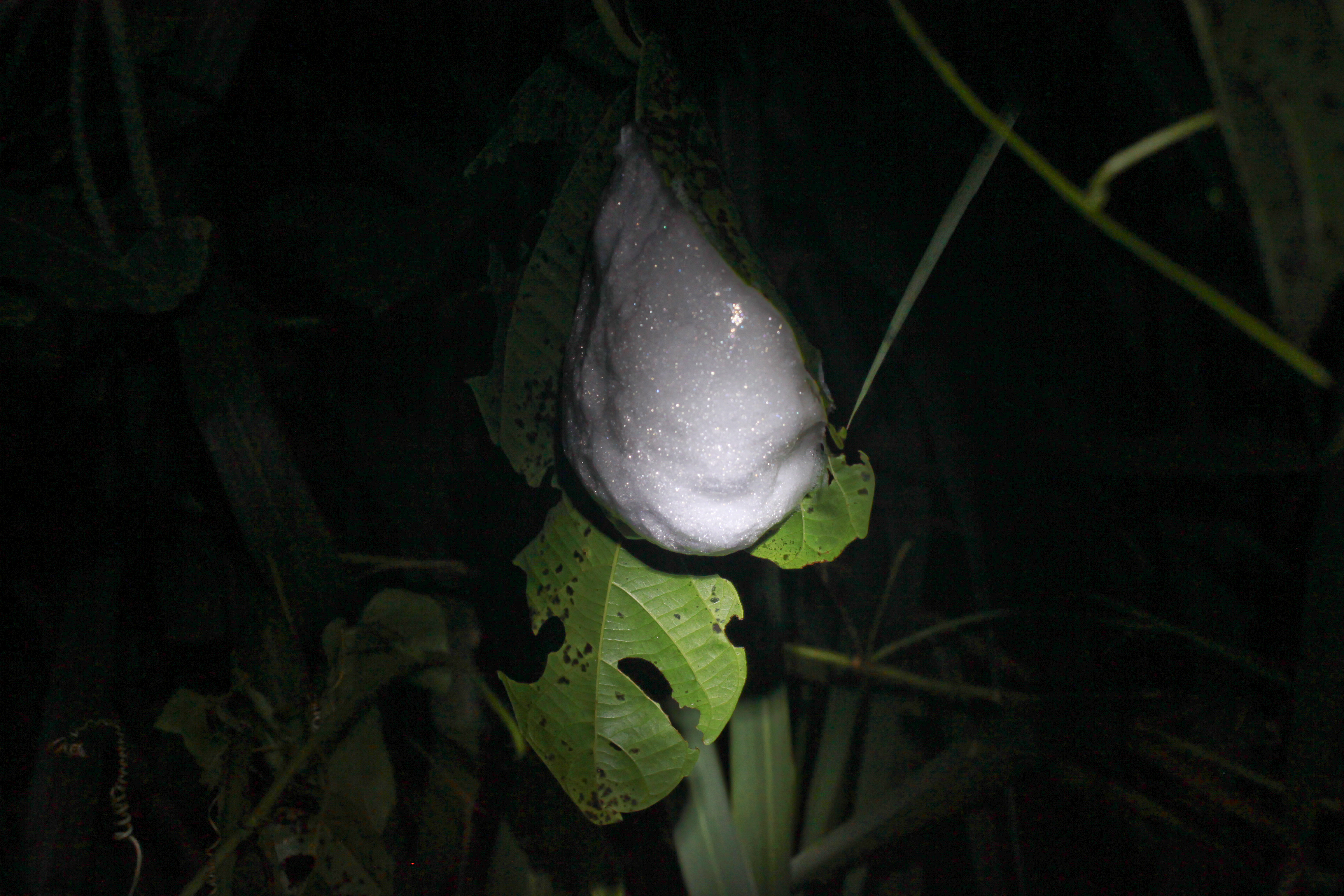
Nid de bulles d'air

Cette espèce vit dans les arbres et construit un nid sur des branches surplombant l'eau. Son nid est fait de bulles d'air (à l'origine de son nom vernaculaire anglais : foam-nest tree frog, grenouille arboricole au nid de bulles). Lorsque les larves éclosent, elles tombent dans l'eau où elles poursuivent leur développement.

## Publication originale
- Günther, 1869 "1868" : First account of species of tailless batrachians added to the collection of the British Museum. Proceedings of the Zoological Society of London, vol. 1868, p. 478-490 (texte intégral).